# وینستون (سیگار)
وینستون، (به انگلیسی: Winston) نام برند سیگار محصول شرکت تنباکوی آر. جی. رینولدز بود و از سال ۱۹۹۹ میلادی بخشی از شرکت تنباکوی ژاپن است. 
در یکی از آخرین نظرسنجی‌ها در سال ۲۰۰۱ وینستون به عنوان ششمین محصول ارزشمند شناخته شد.
این سیگار در ایران توسط شرکت JTI تولید می شود.